# Deep Blue Something
I Deep Blue Something sono un gruppo musicale rock alternativo statunitense.

## Storia del gruppo
Il gruppo fu fondato a Denton (Texas) nel 1993 da Todd Pipes, Toby Pipes, Clay Bergus e John Kirtland. Più tardi Bergus è stato sostituito dal chitarrista Kirk Tatom. Originariamente il gruppo si chiamava Leper Messiah, ma fu cambiato per evitare confusione con l'omonimo brano dei Metallica, tratto da Master of Puppets.
La band ha raggiunto il massimo successo con il singolo Breakfast at Tiffany's, balzato al numero uno della classifica inglese il 29 settembre 1996 e rimasto in vetta per una settimana. Dopo una lunga pausa che durava dal 2001, il gruppo ha ripreso l'attività nel 2007 con un breve tour americano, e sta pianificando la pubblicazione di materiale nuovo tramite iTunes.

## Discografia
- 1993 – 11th Song
- 1994 – Home
- 1998 – Byzantium
- 2001 – Deep Blue Something
- 2007 – Byzantium